# Windhag Stipendienstiftung für Niederösterreich

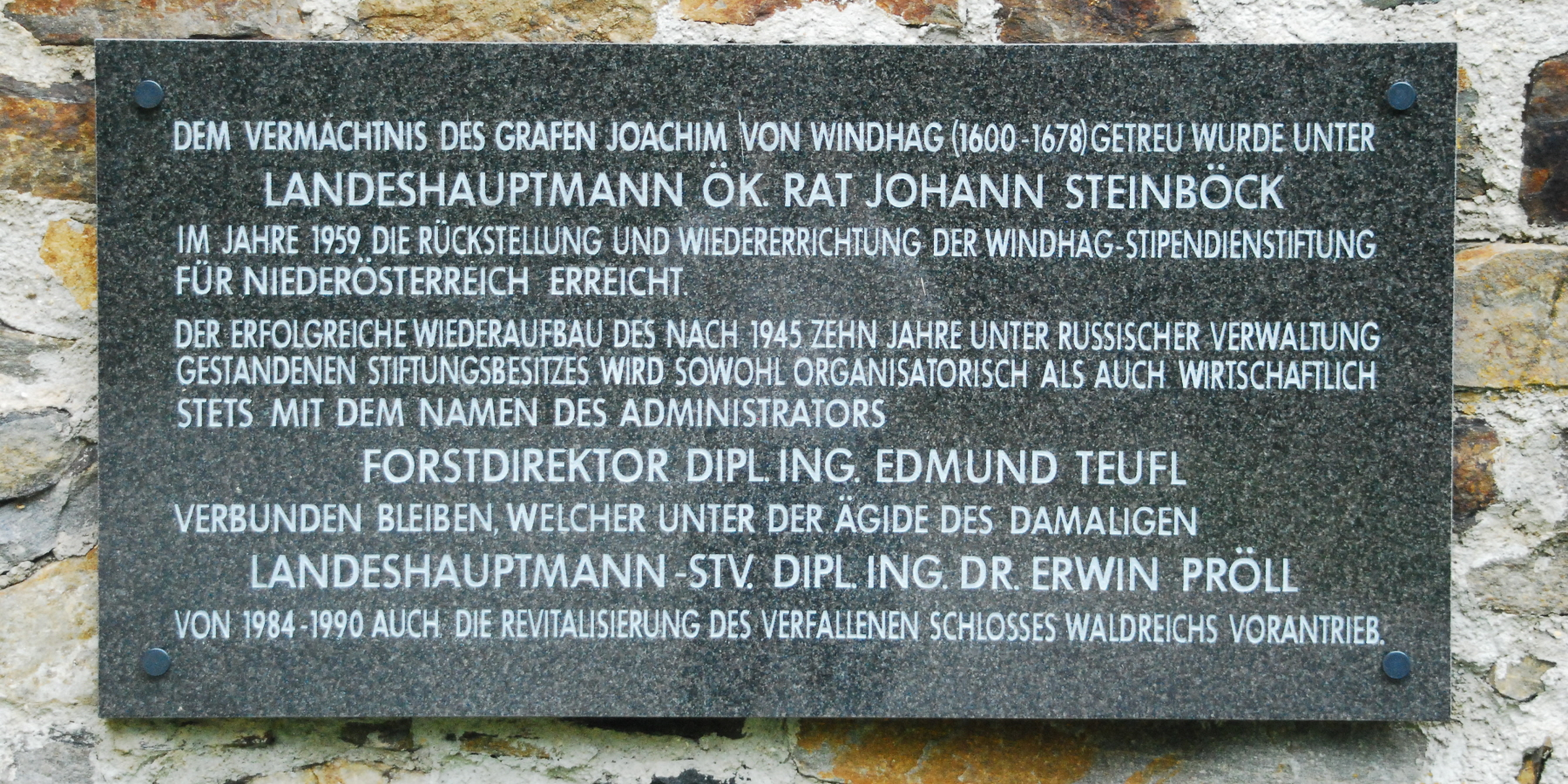
Tafel an Schloss Waldreichs

Die Windhag Stipendienstiftung für Niederösterreich wurde 1670 von Joachim Enzmilner ins Leben gerufen und wird seither vom Land Niederösterreich verwaltet.
Sie diente nach seinem Tod 1678 der Unterbringung, Verpflegung und Ausstattung von Studenten des Wiener Seminars (Alumnat), das in seinem Haus in Wien in der Bäckerstraße untergebracht war, sowie Studenten der Universität Wien. Nach der Aufhebung des Alumnats durch Joseph II. wurden Handstipendien vergeben.
Die Stiftung besitzt eigene Rechtspersönlichkeit, die seit 1670 besteht.

## Stiftungszweck
Da Joachim Enzmilner kinderlos blieb, verfasste er am 31. Oktober 1670 in seinem Testament einen Stiftungsbrief, mit welchem er den Großteil seines Besitzes für die Ausbildung von Studenten an der Universität Wien widmete. Enzmilner bat den Kaiser, die „Graf Windhag'sche Stipendienstiftung“ in seine Protektion zu nehmen und sie der niederösterreichischen Regierung einzuhändigen, was bereits am 16. November 1670 geschah.
Zunächst sollten den Absolventen der Lateinschule in Münzbach Stipendien für das Alumnat in Wien und das Studium an der Universität Wien gewährt werden. Aufnahme sollten Studenten aus seiner Verwandtschaft, Dienerschaft und den Untertanenfamilien finden, wobei die Priorin des Dominikanerinnenklosters Windhaag das Vorschlagsrecht besaß.
Bereits im 18. Jahrhundert wurden aber nur mehr Bewerber aus Niederösterreich als berechtigt angesehen. 1751 konnten die Stiftungsplätze von 10 auf 20 erhöht werden, jeder Alumnus erhielt Kost, Kleidung, Wohnung, Bücher und Schreibutensilien für 200 Gulden. 1758 wurde in Schloss Großpoppen in Großpoppen eine Schule zur Ausbildung der begabten Untertanenkinder und zur Vorbereitung auf das Alumnat und die Universität Wien eingerichtet. 1772 wurde die Stiftung durch Maria Theresia bestätigt.
1783 wurde die bis dahin freie Wahl der Studienrichtung durch den kaiserlichen Hof eingeschränkt. Die Alumni der Stiftung sollten Cameral-, Commercial- und Rechnungswissenschaften studieren, da es dem Staat an Juristen und Medicini nicht mangelte.

## Kritik
Der ehemalige Schloss- und Kirchenkomplex Großpoppen gelangte 1656 in den Besitz von Joachim Enzmilner (Graf von Windhaag). Unter ihm wurden die Gebäude erneuert und erweitert. Nach seinem Tod 1678 verblieb das Gut Großpoppen inklusive Ländereien der „Windhag’schen Stipendienstiftung“.
Zur Errichtung des Truppenübungsplatzes Allentsteig ordnete Adolf Hitler ab 1938 die Entsiedelung des Gebiets an. Im Zuge dessen wurden auch die dazu benötigten Gründe der Stiftung enteignet. Nach 1955 erfolgte die Rückführung der Güter an die Stiftung, der Schlosskomplex im Bereich des Truppenübungsplatzes blieb jedoch erhalten.
Für die verlorenen Ländereien des Guts Großpoppen-Rausmanns wurde der Windhag'schen Stipendienstiftung als Ersatz ein ca. 3100 ha großes Land (mit den Ortschaften Waldreichs, Ottenstein, Reichenhalms und Dobra) anerkannt. Die Windhag'sche Stipendienstiftung konnte damit als einziger Antragsteller – neben Bauern und anderen Bewohnern des Raumes Großpoppen – nicht nur enteignetes Land zurückgewinnen, sondern ihren Landbesitz sogar verdreifachen (von ursprünglich ca. 1100 ha auf ca. 3100 ha).

## Vergabe von Stipendien
Gemäß Stiftungssatzung vergibt die Stiftung Stipendien an begabte und bedürftige Studierende aus Niederösterreich.
Gemäß den aktuellen Richtlinien werden jährlich Stipendien für besondere Studienleistungen des vergangenen Studienjahres an Studierende aus Niederösterreich vergeben.
Eine Voraussetzung für den Erhalt eines Stipendiums ist unter anderem der Nachweis eines Hauptwohnsitzes in Niederösterreich. Ausgenommen davon sind Bewerber, die mit dem Stifter verwandt oder verschwägert sind und ihren Hauptwohnsitz in Österreich haben, sowie Kinder von NÖ-Landesbediensteten.

## Ausstattung der Stiftung
- Herrschaft Groß-Poppen
- Herrschaft Neunzen
- Herrschaft Rausmanns
- Herrschaft Wurmbach
- Ein Haus in Wien in der Bäckerstraße. Der moderne Wohnblock in der Bäckerstraße 9 in Wien steht an der Stelle des durch Bombenangriff zerstörten Windhagschen Stiftungshauses und besitzt noch immer das alte Portal aus dem Jahr 1559. Es befand sich um die Mitte des 16. Jahrhunderts im Besitz des Wiener Bürgermeisters Hans von Thaw. Dieser ließ es 1559 umbauen. Später erwarb Enzmilner das Haus und richtete darin ein Alumnat ein.

Die Güter im Waldviertel wurden der Stiftung, die auch nach 1939 weiter bestand, zwischen 1939 und 1941 enteignet, weil das Gebiet zum Truppenübungsplatz erklärt wurde. Nach dem Krieg verblieb der Stiftungsfonds als ehemaliges Deutsches Eigentum unter USIA-Verwaltung. Erst 1959 erfolgte die Besitzrückstellung in Form eines Gebietstausches. Die Verwaltung des neu geschaffenen Forstamts Ottenstein hat ihren Sitz in dem der Stiftung gehörenden Schloss Waldreichs.

### Gut Ottenstein (vormals Forstamt Ottenstein)
Das Gut Ottenstein liegt in Niederösterreich im Waldviertel und erstreckt sich auf einer Länge von ungefähr zehn Kilometer und einer durchschnittlichen Breite von ungefähr 3 Kilometer von Zwettl bis Krumau am Kamp.
Nördlich und westlich grenzt der Grundbesitz an den Truppenübungsplatz Allentsteig. Die südliche Grenze wird großteils durch die Stauseen gebildet. Der Betrieb liegt in den politischen Bezirken Krems-Land und Bezirk Zwettl in Niederösterreich und in den Gemeinden Krumau am Kamp, Rastenfeld, Friedersbach und Pölla.
Der Forstbetrieb liegt auf 360 bis 613 m ü. A. Im Norden und Westen ist das Areal flach bis leicht hügelig, im Osten und Süden gibt es große Höhenunterschiede. Der Westteil liegt im Bereich des Rastenberger Granit, der Ostteil im Grenzbereich am Granitrand und setzt sich aus verschieden geformten Ader- und Mischgneisen sowie Amphiboliten und einigen Kalkmarmorzügen zusammen. Es liegen Braunerden, Parabraunerden und Podsole als Bodentypen vor.
Das Klima ist ein mäßig raues, humides Höhenklima. Das Temperatur-Jahresmittel liegt bei 6,5 bis 7 Grad Celsius. Die durchschnittliche Jahresniederschlagsmenge bewegt sich zwischen 650 und 680 mm. Die Stauseen sind die Ursache für überdurchschnittlich viele Nebeltage.
Die Stiftung ist Eigentümerin des Gutes Ottenstein mit Sitz in dem 1258 erstmals erwähnten und 1983 restaurierte Schloss Waldreichs und verfügt über 3120 Hektar Grundfläche, davon Forstwirtschaft 2300 Hektar, Landwirtschaft 310 Hektar, Stauseen 410 Hektar, Teichwirtschaft 70 Hektar, Forstgarten 25 Hektar und sonstige Flächen 5 Hektar. Der Betrieb ist in die Forstreviere Dobra und Ottenstein-Flachau, ein Funktionsrevier für Gewässer, Fuhrpark und Gebäude sowie in die Verwaltung einschließlich Tourismus gegliedert.
Im Jahr 2011 wurde im Areal des Schlosses Waldreichs das Niederösterreichische Falknerei- und Greifvogelzentrum mit Eulenpark und Jagdfalkenhof etabliert. In diesem neuen Zentrum werden neben Flugvorführungen auch Aus- und Weiterbildungsveranstaltungen im Zusammenhang mit der Falknerei – mittlerweile ein Weltkulturerbe der UNESCO – angeboten.
Neben der Forstwirtschaft setzt der Betrieb vermehrt auf die Direktvermarktung der eigenen Fisch und Wildproduktion. Der Tourismus wird in der Region Kampseen immer wichtiger, sodass auch das Gut Ottenstein mit diversen Erlebnisangeboten erweitert.
In der Gegend soll ein dritter niederösterreichischer Nationalpark entstehen.